# Irští kočovníci

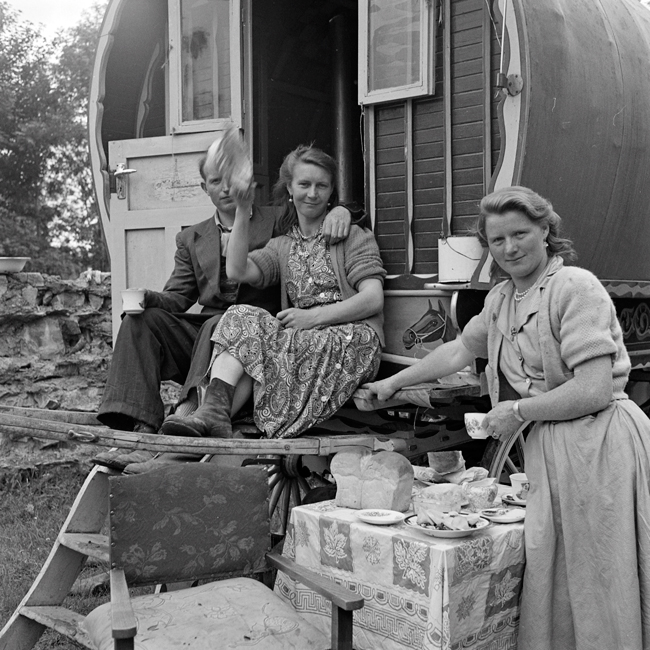
Irští kočovníci v roce 1954 v hrabství Galway.

Irští kočovníci (anglicky Irish Travellers) jsou kočovné etnikum irského původu. Podle sčítání v roce 2006 žije v Irsku až 22 369 irských kočovníků. V Británii jich žije podle odhadu asi 15 000, zatímco v USA se odhady pohybují mezi 10 000 a 40 000. Do USA utíkali irští kočovníci v dobách Velkého irského hladomoru před 150 lety. Sami sebe označují The Pavee.

## Jazyk, původ, zvyky
Irští kočovníci se od stálých obyvatel zemí, v nichž žijí, liší vlastním jazykem, kulturou a zvyky. Jazyk shelta je tradičním jazykem kočovníků, zatímco cant, který je odvozen z irštiny, je kombinací angličtiny a jazyka shelta. Mladá generace však mluví raději anglicky, svým specifickým stylem a akcentem, původní jazyk tak upadá. Historický původ kočovníků je předmětem sporů, jeden z názorů tvrdí, že pocházejí z jiné kočovné skupiny zvané Tarish. Diskutuje se také o jejich možném spojení s romským etnikem, s nímž však mají společný pouze způsob života. Původně se soudilo, že jejich předky byli lidé, kteří přišli o majetky a domov během Cromwellova tažení, ale výzkum ukázal, že v Irsku žijí již nejméně 1000 let.
Irští kočovníci dávají přednost životu v komunitách, bydlení v karavanech a žití podle vlastních zvyků a pravidel, s hudbou a svými příběhy. Silnou úlohu v kultuře irských kočovníků hraje rodina. Úlohou dívky je vdát se, muž zajišťuje rodinu. Tradiční sňatky bývaly domluvené již v útlém věku dívky a ženichem byl často některý ze strýců. Rodina měla průměrně osm dětí. Svatba se obyčejně odehrávala, když bylo dívce 16 let, a rodina nevěsty platila ženichovi slušné věno.
Tradičním zaměstnáním kočovníků bylo klempířství, podomní obchod, drobné stavební práce.

## Vztahy s majoritní společností
Kočovníci kvůli svému životnímu stylu mají problémy s integrací do systému, který je uznáván majoritní společností. Děti kočovníků často nenavštěvují ani základní školu. Důsledkem je obtížné ekonomické uplatnění na trhu práce. Kojenecká úmrtnost je třikrát větší než průměrná a 50 % kočovníků se podle výzkumu z roku 2007 nedožije víc než 39 let. 80 % jich pak umírá před dosažením 65 let věku. Nemalé procento kočovníků se dopouští krádeží a podvodů, z čehož plyne řada problémů mezi příslušníky etnika a většinové společnosti. Kočovníci jsou hanlivě označováni jako cikáni, anglicky „gypsy“, „gyppo“, „pikey“, „knackers“ nebo méně hanlivě „tinkers“. V současné době mají vlády všech tří zemí, v nichž Irští kočovníci žijí, speciální programy podporující jejich vzdělání, zdravotní péči a bydlení. Trendem je postupné usídlování a opouštění kočovného života (50 % již přesídlilo do pevných domů).[zdroj⁠?!]

## Filmy
- INTO THE WEST - film o dvou klucích Travellers utíkajících z domova
- Snatch - Brad Pitt hraje neporazitelného zarputilého šampiona boxu, který se svými kumpány prodá přívěs, co se při prvním pokusu o odtažení rozpadne
- CHOCOLAT
- TRAVELLER
- Willy Wonka & the Chocolate Factory - objevuje se muž označený jako "tinker"
- THE FIELD - život kočovné rodiny "tinkers"
- Gangy z Birminghamu - protagonisté seriálu jsou původem irští travelleři

### Dokumentární filmy
- SOUTHPAW: The Francis Barrett Story - film byl oceněn Cenou publika na newyorském Irském Filmovém Festivalu (1999). Film sleduje osudy boxera Francise Baretta po dobu tří let. Ukazuje, jak se vyrovnal s diskriminací, jeho postup v amatérském žebříčku až na Letní olympijské hry 1996 v Atlantě, kde závodil ve věku 19. let. V srpnu se stal profesionálním boxerem a boxuje ve Webley, Londýn
- The Traveller Girl, Pavee Lackeen (2005) - dokument o mladé dívce z Dublinu, v hlavních rolích hrají neherci.